# Quinto Manlio Vulsone Capitolino
Quinto Manlio Vulsone Capitolino (fl. IV secolo a.C.) è stato un politico e militare romano.

## Tribunato consolare
Nel 396 a.C. fu eletto tribuno consolare con Publio Licinio Calvo Esquilino, Publio Melio Capitolino, Gneo Genucio Augurino, Lucio Atilio Prisco e Lucio Titinio Pansa Sacco.
Mentre continuava l'assedio di Veio, Lucio Titinio e Gneo Genucio marciarono contro i Falisci ed i Capenati, ma furono da questi sorpresi in un'imboscata. Gneo Genucio morì combattendo, mentre Titino riuscì a riparare con i superstiti.
La notizia della rovina dell'esercito romano fece cadere Roma, ed i soldati che assediavano Veio, nel panico, tanto che alcuni di questi tornarono in città.
(Tito Livio, "Ab Urbe Condita", V, 2, 18)
Solo la nomina di Marco Furio Camillo a dittatore riuscì a riportare la calma in città e nell'esercito, che rinfrancato, fu artefice della caduta di Veio, dopo un decennale assedio.